# Aranyer Din Ratri
Aranyer Din Ratri (bengalí অরণ্যের দিন রাত্রি Araṇyēra Dinarātri, dies i nits a la forest) és una pel·lícula d’aventures dramàtica de l’Índia en bengalí estrenada el 1970, escrita i dirigida per Satyajit Ray. Es basa en la novel·la bengalí del mateix nom de Sunil Gangopadhyay. Va ser una de les primeres pel·lícules que va utilitzar la tècnica literària del carnavalesc. La pel·lícula va ser nominat a l'Ós d'Or a la millor pel·lícula al 20è Festival Internacional de Cinema de Berlín. El 2003 es va estrenar una seqüela, Abar Aranye dirigida per Goutam Ghose.

## Argument
La trama de la pel·lícula es remunta a una sortida similar que l'escriptor Sunil Gangopadhyay va fer als primers dies de la seva carrera poètica. La història es desenvolupa al voltant d'un grup de quatre amics, que malgrat les seves diferències, es van unir profundament. Els quatre amics són tots educats i provenen de diferents estaments de la societat, però la necessitat d'escapar de la vida quotidiana de la ciutat els obliga a vagar per terres tribals.
Dels quatre amics, l'Asim, el líder del grup, és el propietari del cotxe en què condueixen, té una feina còmoda, li agrada la companyia de les noies i, tanmateix, és molt conscient de com han de ser percebuts per elles. Sanjoy és un executiu laboral, però l'ideal seria submergir-se en la literatura. Hari, un jugador de cricket franc i directe, vol oblidar la noia que el va deixar. Shekhar és el bufó, l'únic sense feina. Té un ull errant, però es manté sobri quan els seus amics s'emborratxen i desfan les seves frustracions.
Van marxar cap al tribal Palamau, a Bihar. Havien llegit llegendes sobre aquesta terra, les dones tribals obertes, senzilles i belles. Volent trencar les regles, es queden a la força en una casa de descans del bosc subornant el chowkidar. L'estada simbolitza la seva distància amb la vida i la civilització de la ciutat: es pregunten si s'afaiten o no. Hari s'acosta a la noia tribal Santhal Duli quan s'acosta al grup per beguda extra.
La seva decisió de no afaitar-se s'esfondra quan Shekhar veu al bosc dues dones, Aparna i la seva cunyada Jaya. Es presenten a la seva família. Els dos grups urbans estan gairebé alleujats de trobar-se aquí. L'Asim coqueteja amb l'Aparna i la convenç perquè mostri la seva habitació. Se sent atret per l'elegant i enigmàtica Aparna, però és incapaç de seguir el ritme de la seva compostura, presència d'ànim i intel·ligència. A la nit els quatre amics tornen a beure alcohol a la licor del camp. Hari està molest perquè no pot veure en Duli a qui havia conegut la nit anterior. Mentre tornen a la seva casa de descans, es troben amb un cotxe al que criden sense adonar-se que és el d'Aparna i Jaya. S'adormen i perden l'esmorzar de l'endemà a casa de la Jaya. Més tard, el conservador visita la casa de descans del bosc i els atrapa allotjant-se a la cabana del bosc sense permís. Quan estan a punt de ser expulsats, Aparna, coneguda de la conservadora, gestiona la situació amb la seva gràcia i compostura naturals. El grup decideix xerrar i jugar un joc mentre el pare d'Aparna està fora amb el fill de la Jaya. El partit arriba a un crescendo, amb només Asim i Aparna queden en la baralla, moment en què Aparna es retira, lliurant deliberadament la victòria a Asim, que sembla haver posat en joc tota la seva confiança en la victòria.
Les tensions culminen a la fira del poble on els quatre amics segueixen el seu camí. Shekhar se'n va a jugar amb diners prestats a Asim. Hari porta a la Duli al bosc i té sexe amb ella. L'Asim sent el seu orgull i la seva confiança en si mateix trencats quan Aparna revela el seu costat més vulnerable que hi ha darrere del seu exterior compost. També aixeca un mirall a la seva insensibilitat burgesa i urbana assenyalant com, malgrat haver passat tres dies a la cabana, ell i els seus amics no es van molestar mai a preguntar per la dona del chowkidar. Mentrestant, Shekhar es troba ajudant a tots els seus amics (especialment en Hari, quan aquest darrer és ferit i robat), tot i ser considerat afectuosament el bufó de la colla. Sanjoy, frenat per la seva moralitat burgesa, és incapaç de respondre als atrevits avenços de Jaya.
L'endemà al matí, els quatre amics marxen cap a Calcuta ja que els seus nous amics han hagut de tornar amb pressa. Com a regal de comiat, troben una llauna d'ous durs enviada per la pensativa Jaya.

## Repartiment
- Soumitra Chatterjee com a Ashim
- Subhendu Chatterjee com a Sanjoy
- Samit Bhanja com a Hari
- Rabi Ghosh com a Shekhar
- Pahari Sanyal com Sadashiv Tripathi
- Sharmila Tagore com Aparna
- Kaberi Bose com a Jaya
- Simi Garewal com a Duli
- Aparna Sen com l'antic amant d'en Hari

## Recepció
Els crítics ho van elogiar molt a tot el món. Després de veure la pel·lícula Pauline Kael al 'New Yorker' va sentir que "les pel·lícules de Satyajit Ray poden donar lloc a un sentiment de felicitat més complex en mi que el treball de qualsevol altre director... Cap artista ha fet més. que Ray per fer-nos revalorar el lloc comú". De nou a 'Reeling', Kael va afegir: "Una pel·lícula important d'un dels grans artistes cinematogràfics, protagonitzada per Soumitra Chatterjee i la incomparablement gràcil Sharmila Tagore". David Robinson va escriure a 'Financial Times': "... cada paraula i gest són reconeixibles, comprensibles, veritables... El treball de Ray en el seu millor moment, com aquest, té una justícia extraordinària. en tots els aspectes de la seva selecció i presentació: el moment, l'actuació, el tall, la música, que semblen situar-ho més enllà de la discussió". Jonathan Rosenbaum, a la seva llista de "1000 FILMS ESSENCIALS", va mantenir aquesta pel·lícula com una de les seves pel·lícules preferides estrenada l'any 1970. El New York Times va descriure la pel·lícula com una "pel·lícula rara i melancòlica que d'alguna manera demostra que és bo estar viu".